# Temnora livida
Temnora livida là một loài bướm đêm thuộc họ Sphingidae. Loài này có ở forests từ Gambia to Congo và Uganda.
Chiều dài cánh trước khoảng 29–34 mm, making it the largest loài thuộc chi Temnora. 